# Arcola (Illinois)
Pour les articles homonymes, voir Arcola.
Arcola est une ville du comté de Douglas, dans l'Illinois, aux États-Unis. Fondée en 1855, elle est incorporée le 9 août 1873,. Lors du recensement de 2010, la ville comptait une population de 2 916 habitants.

## Source de la traduction
- (en) Cet article est partiellement ou en totalité issu de l’article de Wikipédia en anglais intitulé « Arcola, Illinois » (voir la liste des auteurs).